# 재배종

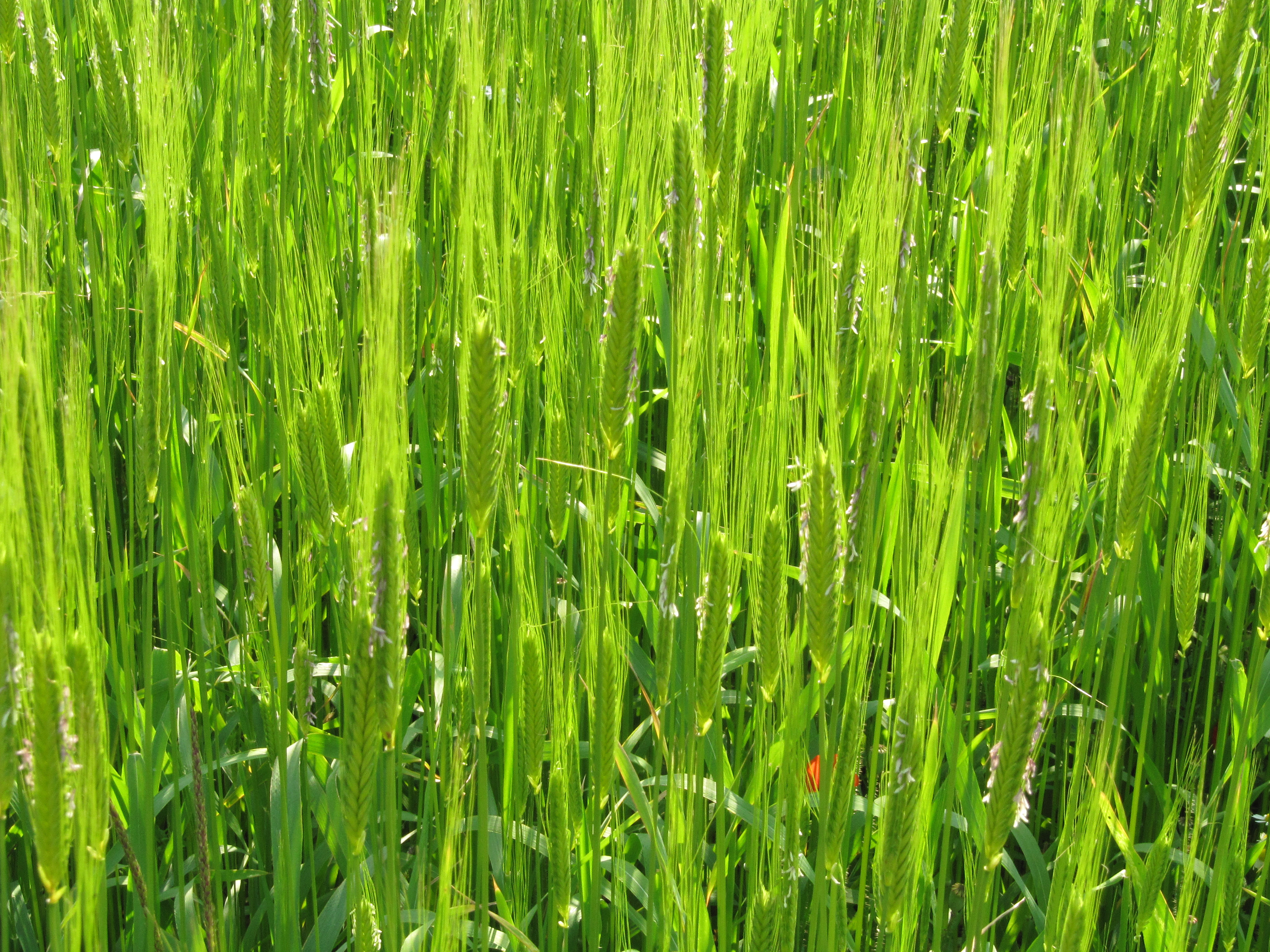

재배종(栽培種)은 한 종의 생물 중 야생종으로부터 품종개량에 의해 그 형질이 변화되어 재배에 쓰이는 것을 말한다.

## 같이 보기
- 재배품종